# Framkallning

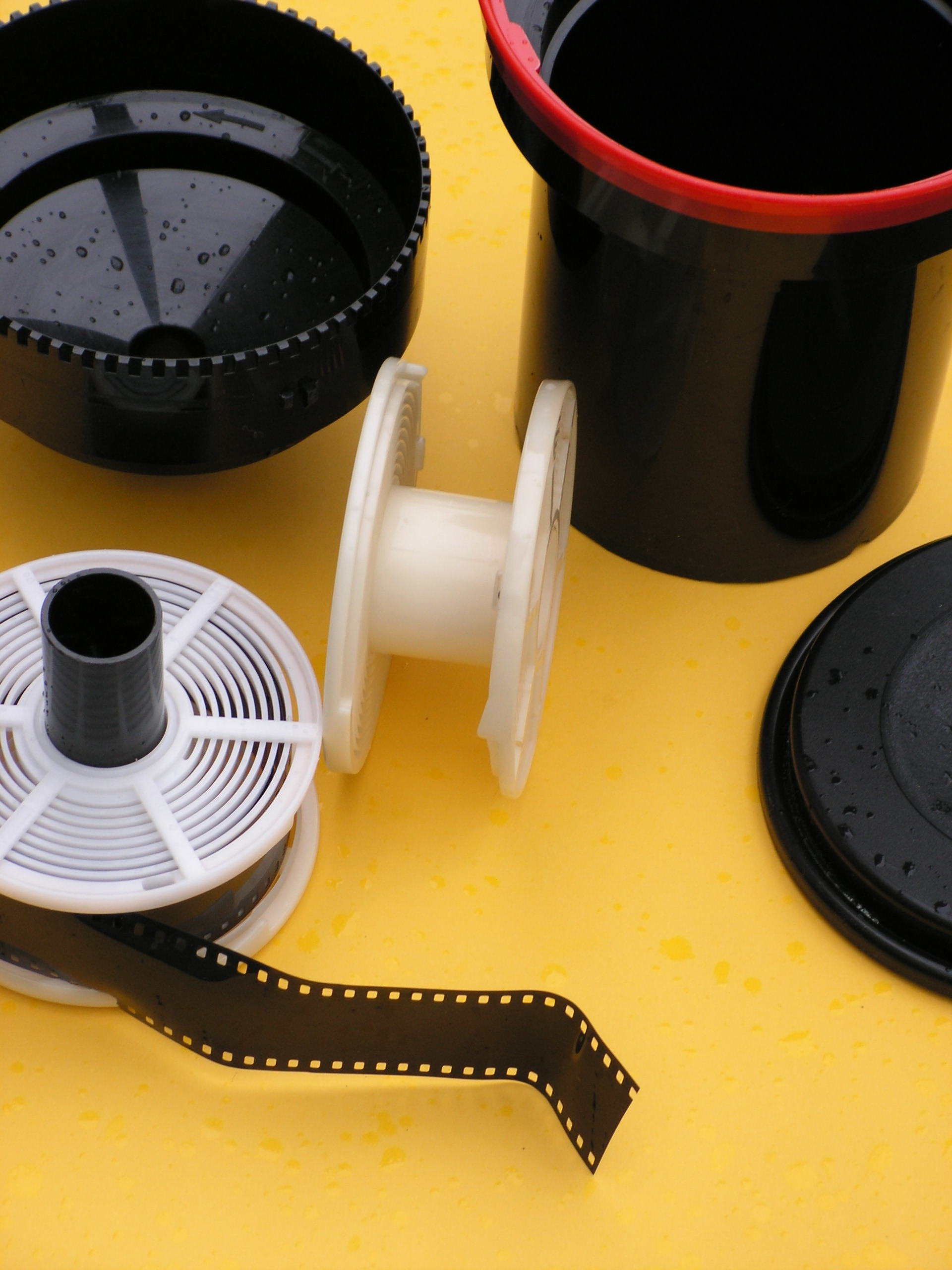
Dosa för framkallning av negativfilm

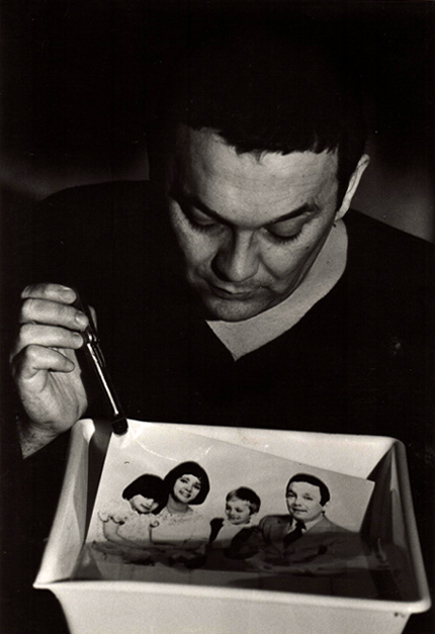
Framkallning av fotopapper

Framkallning är processen när man, med hjälp av kemikalier, gör negativ film, diapositiv film eller exponerade fotopapper ljusbeständiga. Under framkallningen framträder motivet på filmen eller pappret.
Genom att utsätta den exponerade filmen för framkallningsvätska, stoppbad och fixerbad får man en filmremsa som inte längre reagerar på ljus. På samma sätt fungerar framkallning av fotopapper.
Idag säger man ibland digital framkallning när man talar om att överföra kamerans RAW-format till en betrakningsbar bild, ofta i formatet JPEG.